# Горпишин, Вячеслав Николаевич
Вячеслав Николаевич Горпишин (род. 20 января 1970 года, Кишинёв, Молдавская ССР) — советский и российский гандболист. Заслуженный мастер спорта СССР (1992).

## Биография
Окончил Московский педагогический институт, преподаватель. Начинал карьеру в ДЮСШ Кишинёва. Выступал за ЦСКА (Москва), ФСО профсоюзов «Россия», немецкие клубы «Эрланген», «Лёйстерсхаузен», «Айнтрахт Хильдесхайм», «Фризенхайм» и «Шпринге».
В сборной России с 1992 по 2004 годы провёл 270 игр, дважды становился олимпийским чемпионом, дважды чемпионом мира и один раз чемпионом Европы. Воспитывает сына Сергея и дочь Татьяну, которые также занимаются гандболом. Сын Сергей с 2018 года привлекается в сборную России.

## Достижения
- Олимпийский чемпион Барселоны-1992.
- Олимпийский чемпион Сиднея-2000.
- Бронзовый призер Олимпийских игр в Афинах-2004.
- Двукратный чемпион мира (1993, 1997).
- Серебряный призер чемпионата мира (1999).
- Чемпион Европы (1996).
- Двукратный серебряный призер чемпионатов Европы (1994, 2000).
- Чемпион СССР (1987).
- Двукратный чемпион России (1994, 1995).